# Marc Bator

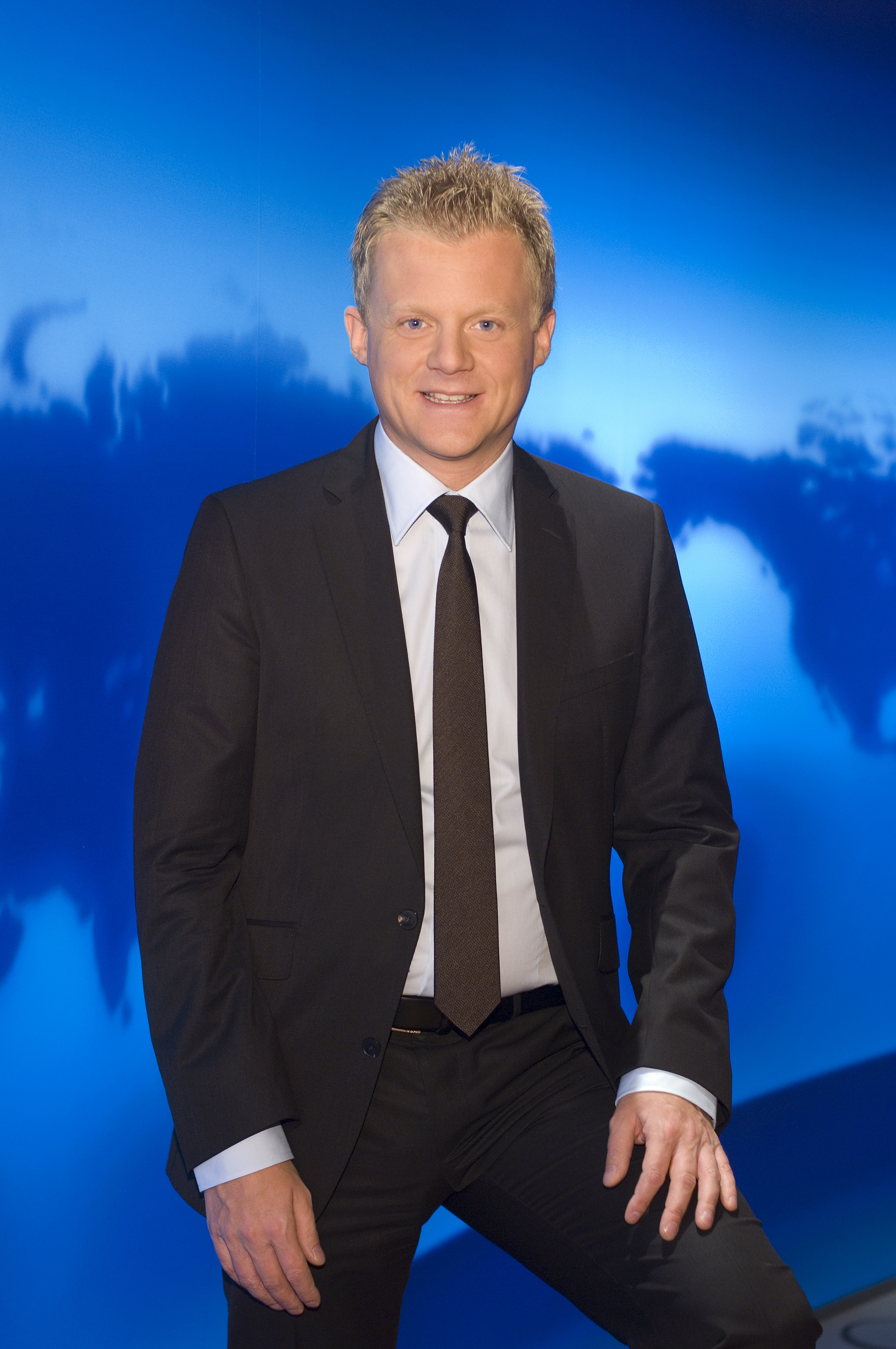
Marc Bator im Studio der Tagesschau (2007)

Marc Bator (* 4. Dezember 1972 in Hannover) ist ein deutscher Nachrichtensprecher und Redakteur. Von 2000 bis 2013 war er Moderator der Tagesschau im Ersten, von 2013 bis 2023 präsentierte er die Sat.1 Nachrichten sowie seit 2023 :newstime. Außerdem war er Station Voice von NDR 2.

## Leben
Zwischen 1985 und 1992 besuchte Marc Bator das Matthias-Claudius-Gymnasium Gehrden und legte dort das Abitur ab. Während der Schulzeit absolvierte Bator Redaktionspraktika bei radio ffn in Hannover und NDR 1 Niedersachsen, dem Landesprogramm des Norddeutschen Rundfunks. Nach dem Abitur absolvierte er eine Ausbildung zum Hörfunkredakteur und war als Radiomoderator tätig.
Ende 1992 zog Bator nach Hamburg, volontierte beim privaten Alsterradio und nahm zwei Jahre lang Sprechunterricht. Er arbeitete als Reporter, Moderator und Nachrichtenredakteur.

### Fernsehkarriere
Ab Herbst 1994 wurde Bator nach einem Casting als feste Sprecherstimme für ran – Sat.1 Fußball engagiert. In den Folgejahren arbeitete er auch für Programmanbieter, Produktionsfirmen und Werbeagenturen und sprach in sieben Jahren in mehr als 10.000 Werbekampagnen.
Im Mai 2000 wechselte Bator als Off-Sprecher der Tagesschau zu ARD Aktuell in Hamburg. Er ersetzte Hans Daniel, der seit 1953 Off-Sprecher war. Ein Jahr später folgte der Wechsel vor die Kamera. Über das Morgenmagazin und die Nachmittagsausgaben arbeitete er wenig später auch im Abendprogramm. Im Jahr 2002 sprach Bator den Nachrichtenblock in den Tagesthemen mit Ulrich Wickert und Anne Will. Am 10. Januar 2005 war Marc Bator erstmals Sprecher der 20-Uhr-Sendung der Tagesschau.
Ein Jahr später moderierte er Nordtour – das norddeutsche Reise- und Wohlfühlmagazin im NDR-Fernsehen. Außerdem sprach er Nachrichten beim Hamburg-Journal. Neben der Tagesschau sprach Bator in zahlreichen Produktionen der ARD und des NDR – in Radio und Fernsehen – von Sport bis Unterhaltung. Im Sommer 2010 startete Marc Bator mit der Moderation des Magazins Mein gutes Recht im WDR-Fernsehen, das über spannende und ungewöhnliche Rechtsfälle berichtet. Im Juli und August 2011 trat er bei der Show Ich liebe Deutschland: Das Deutschland-Quiz mit Jürgen von der Lippe bei Sat.1 auf.
Am 1. Mai 2012 gab Bator, ein leidenschaftlicher Hobby-Radsportler, sein Debüt als Live-Kommentator bei dem von hr-fernsehen übertragenen Radrennen Rund um den Finanzplatz Eschborn-Frankfurt. Dies tat er unmittelbar nach der Zieldurchfahrt im Jedermann-Rennen über 100 Kilometer, an dem er, wie schon einen Monat zuvor beim Rennen Rund um Köln, selbst teilgenommen hatte.
Ab 10. Mai 2013 übernahm er als Chefmoderator die 20-Uhr-Ausgabe der Sat.1 Nachrichten und verließ die ARD. Seine letzte Tagesschau-Sendung fand am 27. April 2013 statt. Am 8. Juni 2013 und am 12. Juni 2013 präsentierte er bei Sat.1 die Sondersendungen Die Flutkatastrophe – Opfer und Helden und Die Flutkatastrophe – Angst und Hoffnung zum Hochwasser in Deutschland. Des Weiteren moderierte er die Spezialsendungen der Sat.1 Nachrichten.
Im Jahr 2022 verlängerte Marc Bator seinen Vertrag mit der Seven.One Entertainment, welche die SAT.1 Nachrichten von 2023 an aus Unterföhring bei München produziert. Nicht mehr in der Rolle eines Anchorman wird er überwiegend an Wochenenden zu sehen sein.

### Unternehmen
Im Jahr 2014 gründete Marc Bator die Teamvision Sports GmbH (Eigenschreibweise TEAMVISION sports), ein Unternehmen für Management und Marketing im Profisport. Die Firma betreut rund 30 Radprofis, darunter die Deutschen Lennard Kämna, Pascal Ackermann oder Roger Kluge. An der Hochschule St. Gallen schloss Marc Bator 2018 einen Zertifikatstudiengang für Sportmanagement ab.
Im Jahr 2022 folgt ein akademischer Kurs für Immobilienmanagement an der EBS European Business School in Oestrich-Winkel.

### Privates
Marc Bator ist geschieden und Vater von zwei Töchtern. Er lebt in Berlin.

## Filmografie

### Als Moderator
- 2000–2013: Tagesschau (Das Erste)
- 2006–2013: Nordtour (NDR)
- 2007: Neues im Norden (NDR)
- 2010–2012: Mein gutes Recht (WDR)
- 2013–2023: Sat.1 Nachrichten (Sat.1)
- 2013: Die Flutkatastrophe (zwei Ausgaben; Sat.1)
- 2013: Das Sat.1 Sommerinterview – Marc Bator im Gespräch mit … (Sat.1)
- 2014–2022: Sat.1 Nachrichten – Spezial (Sat.1)
- 2016–2017: Das Sat.1 Sommerinterview mit … (Sat.1)
- seit 2023: newstime (Sat.1)

### Als Schauspieler
- 2006: Großstadtrevier (Fernsehserie, Folge 20x04: Die große Chance)
- 2008: Tatort: Auf der Sonnenseite (Fernsehreihe) – Regie: Richard Huber
- 2014: Who Am I – Kein System ist sicher
- 2016: Willkommen bei den Hartmanns – Regie: Simon Verhoeven
- 2017: Einstein (Fernsehserie, Folge 1x02: ABC)

## Ehrenamt
Von 2007 bis 2010 war Bator zusammen mit Dirk Böge und Lotto King Karl Stadionsprecher des Hamburger SV im Volksparkstadion. Zudem unterstützte er von 2008 bis 2010 World Vision Deutschland als Pate des deutschen Kinderpreises und war auch Mitglied im Kuratorium von World Vision Deutschland (Die Kuratoriumsmitglieder bringen ihre Erfahrung ein und beraten das World Vision-Präsidium in allgemeinen Fragen). Seit Dezember 2009 ist er Pate des Kinderhospizes Bethel für unheilbar erkrankte Kinder.
2013 wurde Bator zum Präsidenten des Radsportverbandes Hamburg gewählt, dem er ein Jahr lang vorstand.